# Clint Eastwoods diskografi
Clint Eastwoods diskografi består af de albums og singler, som han har udgivet eller medvirket på i forskellige sammehænge. Han er audiofil og har haft en stor passion for musik hele sit liv, særligt når det gælder, jazz-, country- og westernmusik. Udover sin primære karriere som skuespiller, instruktør og filmproducer er han også pianiste og komponist. Han udviklede sig som ragtimepianist på et tidligt tidspunkt, og i slutningen af 1959 producerede han albummet Cowboy Favorites, som blev udgivet på pladesleskabet Cameo. Jazz har spillet en stor rolle i Eastwoods liv fra en ung alder, og selvom han aldrig blev en succesfuld musiker, har han videregivet sin passion for denne musikgenre til sin søn Kyle Eastwood, der er professionel jazzbassist og komponist. Eastwood har sit eget pladeselskab kaldet Malpaso Records, der er en del af Warner Bros. Records, som også står for distribueringen. Som en del af sin kontrakt med Warner Brothers har han fået udgivet alle sit filmmusik fra Eastwoods film fra Broerne i Madison County og fremefter. Eastwood var med til at skrive "Why Should I Care" med Linda Thompson-Jenner og Carole Bayer Sager, som blev indspillet af Diana Krall tilm filmen True Crime. "Why Should I Care" blev også udgivet på Kralls album When I Look In Your Eyes i 1999.
Eastwood har skrevet filmmusikken til Mystic River, Million Dollar Baby, Flags of Our Fathers, Grace Is Gone, Changeling, Hereafter, J. Edgar og den oprindelige klaverkomposition til In the Line of Fire. En af hans sange kan høre til rulleteksterne i Gran Torino.

## Albums
| Titel                                           | Detaljer                                             |
| ----------------------------------------------- | ---------------------------------------------------- |
| Rawhide's Clint Eastwood Sings Cowboy Favorites | - Udgivelsesdato: 1963 - Pladeselskab: Cameo Records |

## Singler
| År                         | Single                                             | Højeste hitlisteplacering | Højeste hitlisteplacering | Album                   |
| År                         | Single                                             | US Country                | CAN Country               | Album                   |
| -------------------------- | -------------------------------------------------- | ------------------------- | ------------------------- | ----------------------- |
| 1961                       | "Unknown Girl"                                     | —                         | —                         | N/A                     |
| 1962                       | "Rowdy"                                            | —                         | —                         | N/A                     |
| 1962                       | "For You, For Me, For Evermore"                    | —                         | —                         | N/A                     |
| 1980                       | "Bar Room Buddies" (with Merle Haggard)            | 1                         | 1                         | Bronco Billy Soundtrack |
| 1980                       | "Beers to You" (med Ray Charles)                   | 55                        | —                         | N/A                     |
| 1981                       | "Cowboy in a Three Piece Suit"                     | —                         | —                         | N/A                     |
| 2009                       | "Gran Torino" (som Walt Kowalski med Jamie Cullum) | —                         | —                         | N/A                     |
| "—" nåede ikke hitlisterne |                                                    |                           |                           |                         |

### Gæsteoptræden
| ^r   | Single        | Kunstner       | Højeste hitlisteplacering | Højeste hitlisteplacering | Højeste hitlisteplacering | Album     |
| ^r   | Single        | Kunstner       | US Country                | US                        | CAN Country               | Album     |
| ---- | ------------- | -------------- | ------------------------- | ------------------------- | ------------------------- | --------- |
| 1984 | "Make My Day" | T. G. Sheppard | 12                        | 62                        | 11                        | Slow Burn |